# Heterocampa cubana
Heterocampa cubana är en fjärilsart som beskrevs av Augustus Radcliffe Grote 1865. Heterocampa cubana ingår i släktet Heterocampa och familjen tandspinnare. Inga underarter finns listade i Catalogue of Life.